# فضل‌الرحمان خان
فضل الرحمان خان (بنگالی: ফজলুর রহমান খান، Fozlur Rôhman خان) (۳ آوریل ۱۹۲۹ – ۲۷ مارس ۱۹۸۲)، مهندس سازه و معمار بنگلادشی-آمریکایی بود که سیستم‌های نوینی برای طراحی سازه ابداع نمود و سازه‌ها و آسمان خراش‌های مهم و مشهوری را طراحی و محاسبه کرد. در موزه تاریخ شیکاگو یک مجسمه از وی به پاس خدماتش برای تبدیل شدن شیکاگو به یک قطب گردشگری ،صنعتی و اقتصادی وجود دارد.
علاوه بر آنکه فضل الرحمان را پدر «سیستم سازه ای قاب‌بندی شده یکپارچه لوله ای» در سازه‌های بلند مرتبه می‌دانند، او را از پیشگامان طراحی سازه به کمک کامپیوتر (CAD) نیز می‌دانند. ایشان طراح برج سیرز (در حال حاضر برج ویلیس)، که بلندترین ساختمان جهان تا سال ۱۹۹۸ بود و مرکز جان هنکاک می‌باشند.

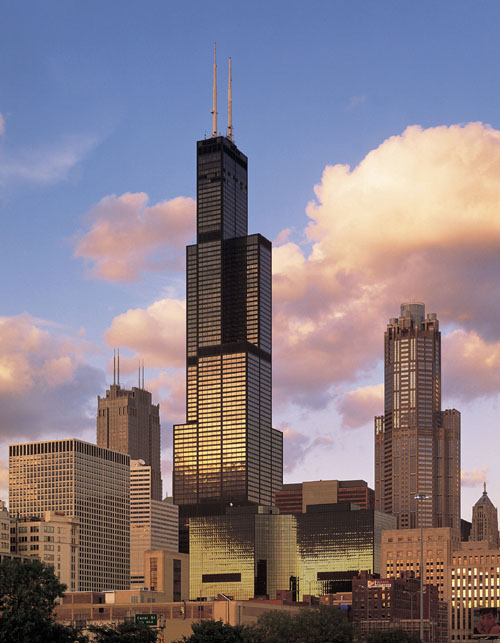
برج سیرز

فضل الرحمان خان، بیش از هر فرد دیگری، در رنسانس طراحی و ساخت و ساز آسمانخراشها، که در نیمه دوم قرن بیستم رخ داد نقش داشت. او را "انیشتین مهندسی سازه و "بزرگ‌ترین مهندس سازه قرن بیستم " می‌نامند؛ زیرا روش خلاقانه مورد استفاده او به عنوان روشی پایه در ساخت و ساز آسمان خراش‌ها در تاریخ مهندسی، ماندگار شده‌است. "شورای مرکزی بلند مرتبه سازان و زیستگاه شهری"، مدال "یک عمر دستاورد مهندسی" را به افتخار او ایجاد و فضل الرحمان خان نامگذاری نمود تا به مهندسان برجسته اهدا گردد.
اگر چه که او را بیشتر برای آسمان خراش‌ها می‌شناسند، فضل الرحمان خان در طراحی دیگر انواع سازه ای نیز بسیار فعال بود. از جمله فرودگاه بین‌المللی اوهر شیکاگو در آمریکا و ترمینال فرودگاه حج (فرودگاه ملک عبدالعزیز عربستان) در شهر جده، تلسکوپ خورشیدی McMath–Pierce، و طراحی سازه چندین استادیوم ورزشی به دست او صورت یافت.
سوم آوریل ۲۰۱۷ گوگل لوگوی خود را به افتخار این مهندس برجسته به تصویری از وی تغییر داد.